# Markus Johannesson
Gösta Markus Johannesson, kallad Mackan, född 29 maj 1975 i Dals-Eds församling i Älvsborgs län, är en svensk före detta fotbollsspelare (försvarare) och landslagsspelare för Sverige. Efter att spelarkarriären avslutats började han arbeta som expertkommentator.

## Karriär
Johannesson spelade i IK Oddevold under säsongen 1995 när laget tog klivet upp till allsvenskan. Efter att Oddevold kommit sist i allsvenskan 1996 gick Johannesson till Örgryte IS, där han spelade i drygt sju säsonger. Under sommaren 2004 såldes han till Djurgårdens IF där ett kontrakt om 4 1/2 år skrevs under. Från och med säsongen 2005, där Djurgården vann SM-guld, var han lagkapten efter att Markus Karlsson hade lämnat klubben.
Johannesson var i Djurgården inledningsvis defensiv mittfältare. Under en allsvensk match mellan IF Elfsborg och Djurgården våren 2005 flyttades han ner som mittback inför andra halvlek. Djurgården lyckades vända underläge till vinst med 2–1 och Johannesson stannade därefter i backlinjen och utgjorde ett mittbackspar med Toni Kuivasto. Den 11 mars 2008 förlängdes kontraktet med Djurgården med en säsong, till och med 2009. Säsongen 2009 spelade Johannesson ofta återigen som defensiv mittfältare.
I slutet av september 2009 meddelade Johannesson via Djurgårdens webb-TV att detta år skulle bli den sista som elitspelare. I den sista allsvenska matchen för säsongen 2009, hemma mot Kalmar FF, gjorde Johannesson sitt första seriemål för Djurgården, vilket ledde till slutresultatet 2–0. Djurgården undvek genom vinsten direktnedflyttning, och fick istället spela allsvenskt kval mot Assyriska FF, där laget klarade sig kvar efter seger i förlängning. Detta blev Johannessons sista insatser för Djurgården som spelare.
2001–2003 spelade Johannesson fem matcher och gjorde ett mål för Sveriges A-landslag. Han var med och vann träningsturneringen King's Cup 2003.

## Övrigt
Vid sidan av spelarkarriären har Johannesson medverkat som expertkommentator i TV. Vid det allsvenska kvalet mellan Assyriska FF och Örgryte IS i november 2004 var Johannesson expertkommentator åt SVT. Han medverkade från 2010 i SVT:s magasin Fotbollskväll och var även under fotbolls-EM i Polen och Ukraina 2012 expertkommentator i kanalen.
Han blev utnämnd till Årets Järnkamin 2009 av Djurgårdens supportergrupp Järnkaminerna.

## Meriter
- SM-guld 2005
- Svenska Cupen 2000, 2004 och 2005
- Landskamper: 5

## Säsongsfacit: seriematcher / mål[4]
- DIF 04–09: 136 / 1
- 2009: 22 / 1 (efter omgång 30 av 30)
- 2008: 26 / 0
- 2007: 25 / 0
- 2006: 26 / 0
- 2005: 24 / 0
- 2004: 22 / 0, varav 9 / 0 (i Örgryte) och 13 / 0 (i DIF)
- 2003: 24 / 4
- 2002: 24 / 1
- 2001: 24 / 0
- 2000: 16 / 0
- 1999: 25 / 3
- 1998: 20 / 0
- 1997: 22 / 2
- 1996: 25 / 0

Antal allsvenska matcher och mål till och säsongen 2006: 252 (av 286 möjliga) / 9, uppdelat i:
- 1996–2000: 108 (av 130) matcher / 4 mål
  - Oddevold 96: max 26 matcher / x mål
  - Örgryte 97-00: max 104 matcher / x mål
- 2001–2006: 144 (av 156) matcher / 5 mål
  - Örgryte 01-04: 81 matcher / 5 mål
  - Djurgården: 63 matcher / 0 mål